# ツァスタバ M83
ツァスタバ M83（英語：Zastava M83、セルビア語：Застава М83）は、旧ユーゴスラビア（現・セルビア）のツァスタバ・アームズが開発した回転式拳銃である。アメリカ向けの輸出モデルはCz99Rの名称で販売されていた。

## 概要
警察向けに開発された中型の回転式拳銃で、1983年に発表された。
アメリカのコルト社のものに似たダブルアクション機構と、S&W社のものに似たシリンダーロック機構を持つ。基本モデルでは.357マグナム弾を6発装填するが、派生モデルには特殊な弾薬クリップを使って9x19mmパラベラム弾を使用するものも存在した。銃身には6インチ、4インチ、2.5インチの3種類がある。
ユーゴスラビア警察で制式採用されたほか、一般への販売と輸出も行われた。すでに各国の軍・法執行機関では使用されておらず、ツァスタバ・アームズの製品一覧にも掲載されていない。

## 派生型
M83-94
M83の派生モデル。
KETT
M83のメカニズムを流用し、デザインを近代化したモデル。ドイツの銃器ディーラーからの発注により制作された。